# Контемпорарі-денс

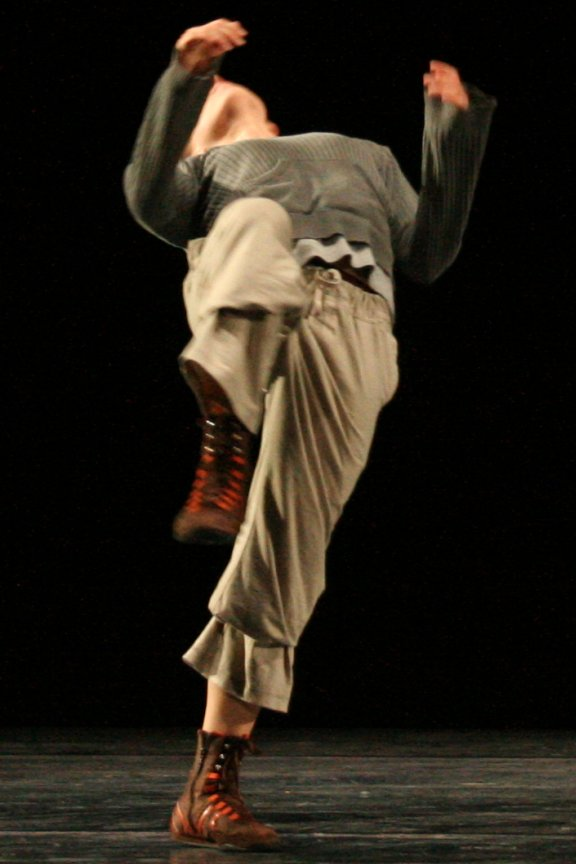
Анна Луїз Реке. Контемпорарі-денс

Контемпорарі (англ. Contemporary dance — Сучасний танець) — напрям сучасного сценічного танцю, що розвинувся зі стилів модерного та постмодерного танцю. Для контемпорарі характерна відмова від традиційних атрибутів балету, робота на підлозі. Танець цього стилю часто виконують босоніж. Напрям контемпорарі зародився на початку 20 століття в США в результаті бажання танцівників знайти нові засоби виразності на відміну від догм класичного танцю і легковажності естрадного танцю.
Contemporary dance передбачає велику кількість різних технік щодо роботи з тілом, диханням, свідомістю. Ось лише деякі з них: техніка Уїльяма Форсайта, Хосе Лімона, Сьюзен Кляйн, Мерса Каннінгема,

## Історія виникнення
Контемпорарі-денс був сформований на основі танцю модерн у танцювальних школах США та Європі у 1960-ті роки. Термін "contemporary dance" з'явився у Європі у 1970-ті роки. В Україні контемпорарі почав з'являтися у 1980-ті роки. 
Основу контемпорарі склало поєднання імпровізації, запозичених рухів із джазового танцю, йоги, східних єдиноборств та інших танцювальних технік.

## Засновники
Колись молодій танцівниці Айседорі Дункан, яка заперечувала класичний балет і створила згодом сучасний танець, заснований на давньогрецькій пластиці, дорікали у відступі від істинної танцювальної школи. Проте дівчина не поступилася своїми принципами і стала однією з найзнаменитіших танцівниць світу. Розповідаючи про свій новаторський стиль танцювального мистецтва, вона стверджувала, що «немає такої пози, такого руху чи жесту, які були б прекрасні самі собою. Будь-який рух буде тільки тоді прекрасним, коли він правдивий і щиро виражає почуття і думки. Фраза "краса ліній" сама по собі - абсурд. Лінія тільки тоді гарна, коли вона спрямована на прекрасну мету». Таким чином, Айседора започаткувала танець, головне завдання якого — навчитися чути свій внутрішній голос і висловлювати його за допомогою тіла. Однак, незважаючи на успіхи Дункан, напрямок контемпорарі почав розвиватися лише більш ніж через 30 років після її смерті. Крім Айседори Дункан у розвитку даного напрямку взяли участь і відомі танцівниці Марі Рамбер і Марта Грем, хореографи Рудольф фон Лабан і Мерс Каннінгем.

## Техніки
- Release based techniques — техніка, заснована на релізі, автором якої є Джоан Скіннер,
- Flying low — техніка роботи з підлогою та над підлогою, родоначальник її — Девід Замбрано та ін.

Але загалом можна сказати, що техніка контемпорарі ґрунтується на гармонійному синтезі східної техніки (йога, айкідо, цигун тощо) й класичного західного танцю.
Може скластися враження, що в контемпорарі існує величезна різноманітність форм руху.

## Мистецтво виконання і філософія контемпорарі
Можна виділити базові рухи цього напряму, принципи роботи з тілом і принципи руху:
- Дихання та його зв'язок із рухом;
- Гармонійне вибудовування тіла (основою слугують техніка Александера, метод Фельденкрайза, техніка релізу, ідеокінез, основи Бартенієфф);
- Розрізнення роботи м'язів і роботи суглобів;
- Робота з вагою, гравітацією, центром тяжіння;
- Використання інерції;
- Робота з навколишнім простором і часом.

Стиль contemporary dance також відрізняється увагою до внутрішніх відчуттів танцівника, до змісту самого його руху, до його взаємодії з простором, партнером, часом.
У сучасному світі contemporary dance займаються не лише професійні танцівники, але й люди, які не мали раніше до танців жодного стосунку. Для них це змога вивчити можливості й особливості свого тіла та відчути тонкощі руху, можливість танцювати й імпровізувати. Із сучасних західних напрямків танцю, контемп в свою чергу запозичив не тільки багато окремих елементів, але і загальну театральність, а також побудову логіки і малюнку танцю.
Контемпорарі покликаний не тільки відволікти людину від повсякденних проблем, але й навчити її розуміти своє тіло, володіти ним і регулювати за допомогою пластики свої почуття та емоції, адже невипадково Дункан казала: «Якщо ви навчите людину цілком володіти своїм тілом, якщо ви при цьому будете вправляти його у вираженні високих почуттів, зробите так, що рухи його очей, голови, рук, тулуба, ніг виражатимуть спокій, глибоку думку, любов, ласку, дружбу або гордий жест великої відмови від чогось ганебного, ворожого тощо, це позначиться виховно на його свідомості, на його душі».